# Xylocopa bicarinata
Xylocopa bicarinata är en biart som beskrevs av Johann Dietrich Alfken 1932. Xylocopa bicarinata ingår i släktet snickarbin, och familjen långtungebin. Inga underarter finns listade i Catalogue of Life.